# Clásica de Almería 2025 (mannen)
De 35e editie van de Clásica de Almería voor mannen vond plaats op 16 februari 2025. De wedstrijd startte in Puebla de Vícar en finishte ruim 189 kilometer later in  Roquetas de Mar. De wedstrijd maakte deel uit van de UCI ProSeries, met de categorie 1.Pro. De Belg Milan Fretin won de wedstrijd in een massasprint.

## Deelname
Er namen zes UCI World Tour-ploegen, elf UCI ProTeams en een UCI Continental team deel.
| WorldTour                                                                                 | ProTeam | Continentaal         |
| ----------------------------------------------------------------------------------------- | --- | -------------------- |
| Arkéa-B&B Hotels Cofidis Intermarché-Wanty Movistar Team Team Jayco AlUla XDS Astana Team | Burgos-Burpellet-BH Caja Rural-Seguros RGA Equipo Kern Pharma Euskaltel-Euskadi Lotto Q36.5 Pro Cycling Team Team Flanders-Baloise Team Polti VisitMalta Team TotalEnergies Tudor Pro Cycling Team VF Group-Bardiani CSF-Faizanè | Illes Balears Arabay |

## Uitslag
| Plaats  | Naam                   | Ploeg                  | Tijd     |
| ------- | ---------------------- | ---------------------- | -------- |
| Winnaar | Milan Fretin           | Cofidis                | 4u25'47" |
| 2       | Max Kanter             | XDS Astana Team        | z.t.     |
| 3       | Emilien Jeannière      | Team TotalEnergies     | z.t.     |
| 4       | Arnaud De Lie          | Lotto                  | z.t.     |
| 5       | Giovanni Lonardi       | Team Polti VisitMalta  | z.t.     |
| 6       | Fabian Lienhard        | Tudor Pro Cycling Team | z.t.     |
| 7       | Alberto Dainese        | Tudor Pro Cycling Team | z.t.     |
| 8       | Manuel Peñalver        | Team Polti VisitMalta  | z.t.     |
| 9       | Iúri Leitão            | Caja Rural-Seguros RGA | z.t.     |
| 10      | Orluis Aular           | Movistar Team          | z.t.     |
| 11      | Laurenz Rex            | Intermarché-Wanty      | z.t.     |
| 12      | Miguel Ángel Fernández | Equipo Kern Pharma     | z.t.     |
| 13      | Iván García            | Movistar Team          | z.t.     |
| 14      | Francisco Galván       | Equipo Kern Pharma     | z.t.     |
| 15      | David Dekker           | Euskaltel-Euskadi      | z.t.     |
| 16      | Haimar Etxeberria      | Equipo Kern Pharma     | z.t.     |
| 17      | Anders Foldager        | Team Jayco AlUla       | z.t.     |
| 18      | Xabier Berasategi      | Euskaltel-Euskadi      | z.t.     |
| 19      | Javier Serrano         | Team Polti VisitMalta  | z.t.     |
| 20      | Mirco Maestri          | Team Polti VisitMalta  | z.t.     |

Mannen: 1988 · 1989 · 1990 · 1991 · 1992 · 1993 · 1994 · 1995 · 1996 · 1997 · 1998 · 1999 · 2000 · 2001 · 2002 · 2003 · 2004 · 2005 · 2006 · 2007 · 2008 · 2009 · 2010 · 2011 · 2012 · 2013 · 2014 · 2015 · 2016 · 2017 · 2018 · 2019 · 2020 · 2021 · 2022 · 2023 · 2024 · 2025
Vrouwen: 2023 · 2024 · 2025
Ronde van Valencia ·
Ronde van Oman ·
Clásica de Almería ·
Figueira Champions Classic ·
Ronde van de Algarve ·
Ruta del Sol ·
Ardèche Classic ·
Drôme Classic ·
Kuurne-Brussel-Kuurne ·
Trofeo Laigueglia ·
Nokere Koerse ·
Milaan-Turijn ·
GP Denain ·
Bredene Koksijde Classic ·
Grote Prijs Miguel Indurain ·
Ronde van Hainan ·
Scheldeprijs ·
Brabantse Pijl ·
Ronde van de Alpen ·
Ronde van Turkije ·
Grote Prijs van de Morbihan ·
Tro Bro Léon ·
Klassiek Duinkerke-GP van de Hauts-de-France ·
Vierdaagse van Duinkerke ·
Ronde van Hongarije ·
Veenendaal-Veenendaal ·
Antwerp Port Epic ·
Boucles de la Mayenne ·
Ronde van Noorwegen ·
Ronde van Slovenië ·
Brussels Cycling Classic ·
Dwars door het Hageland ·
Mont Ventoux Dénivelé Challenge ·
Ronde van België ·
Ronde van Qinghai ·
Ronde van Wallonië ·
Ronde van Burgos ·
Arctic Race of Norway ·
Ronde van Denemarken ·
Circuit Franco-Belge ·
Ronde van Duitsland ·
Ronde van Groot-Brittannië ·
Maryland Cycling Classic ·
GP Industria & Artigianato-Larciano ·
Coppa Sabatini ·
Grote Prijs van Fourmies ·
Grote Prijs van Wallonië ·
Ronde van Luxemburg ·
Super 8 Classic ·
Ronde van Langkawi ·
Ronde van het Münsterland ·
Ronde van Emilia ·
Coppa Bernocchi ·
Ronde van de Drie Valleien ·
Ronde van Piemonte ·
Ronde van het Taihu-meer ·
Parijs-Tours ·
Ronde van Veneto ·
Japan Cup ·
Veneto Classic